# Raddia distichophylla
Raddia distichophylla là một loài thực vật có hoa trong họ Hòa thảo. Loài này được (Steud. ex Nees) Chase miêu tả khoa học đầu tiên năm 1908.